# Жмеринська загальноосвітня школа-ліцей № 2
Жмеринська Колонія № 2 — середня загальноосвітня школа I-III ступенів у місті Жмеринка. Знаходиться у центрі міста за адресою

## Історія
Школа була заснована 1920 р. і була приватною та виключно для єврейського населення. Навчального заклад розташовувався у приміщенні гуртожитку ПТУ. 1938 р. розпочалося будівництво нового приміщення по вул. Училищній. У 1940 р., після численних заяв зі сторони батьків учнів, що більше не хотіли навчатися єврейською мовою школа була  реорганізована у державну російськомовну. З початком 1944/1945 навчального року школа була переведена у тісне приміщення по вул. Горького. Через переповненість класів (45-47 учнів) з 1948 р. ЗОШ була переведена у будинок по вул. Б. Хмельницького, 36 (нині — стоматологія Гаврилюка). Опісля, до 1960 р. школа працювала у приміщенні за адресою вул. Доватора, 2. У 1960 р. НВК відзначив новосілля у сучасну будівлю. В 1970-х рр. був добудований двоповерховий корпус. 2022 р.

## Директори школи
- Шкляр ? ? 1920—1929
- Ходорківський Лейба Якович 1929—1943
- Гладський Йосип Іванович 1943—1963
- Баранов Андрій Єфремович 1963—1972
- Стеценко Галина Григорівна 1972—1992
- Васянович Петро Павлович 1992—2002
- Кочура Оксана Володимирівна 2002— наш час
- Бондар Артем Олександрович Наш час - майбутнє